# Krieger von Hirschlanden

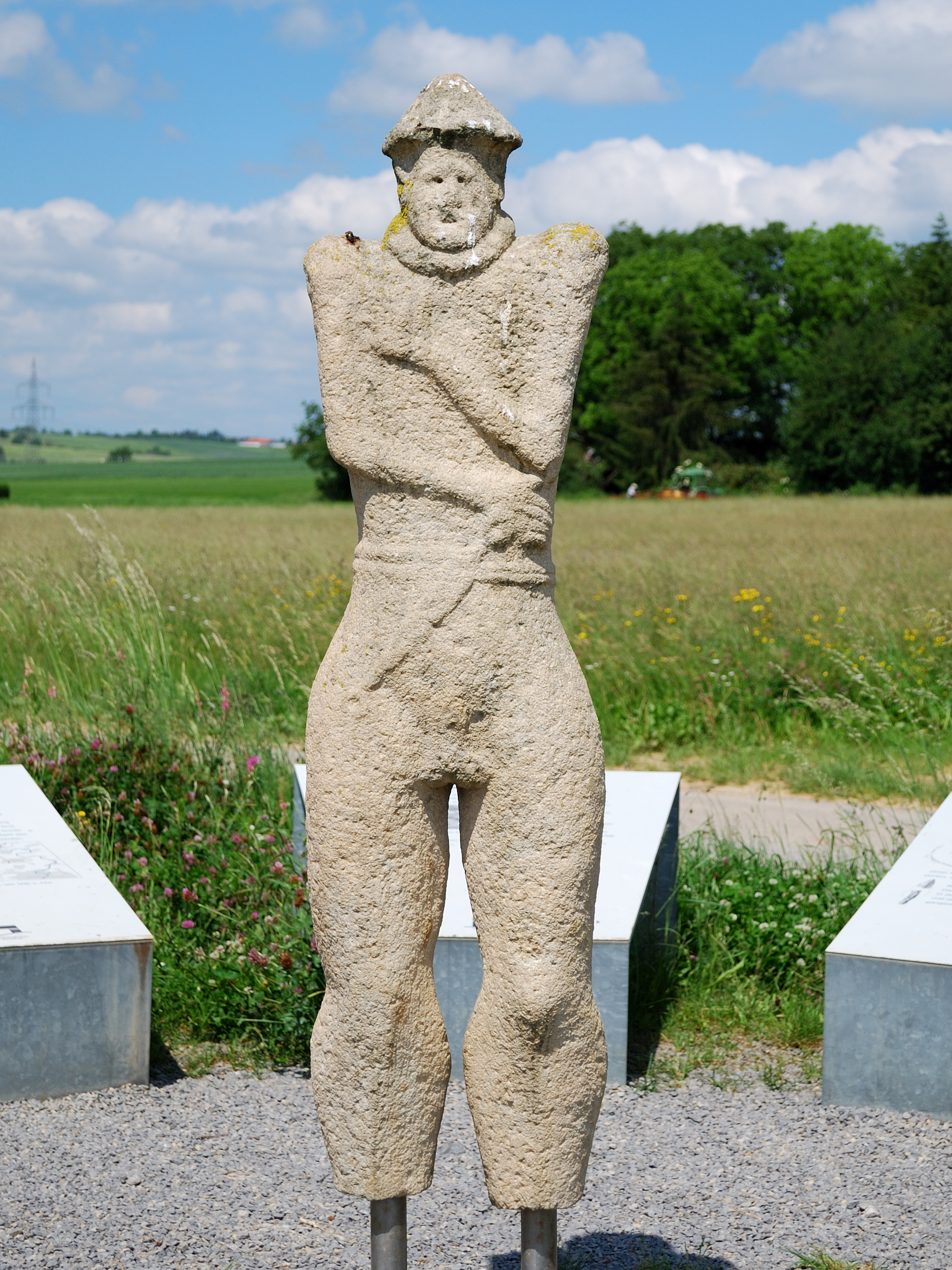
Nachbildung des Kriegers von Hirschlanden beim Fundort

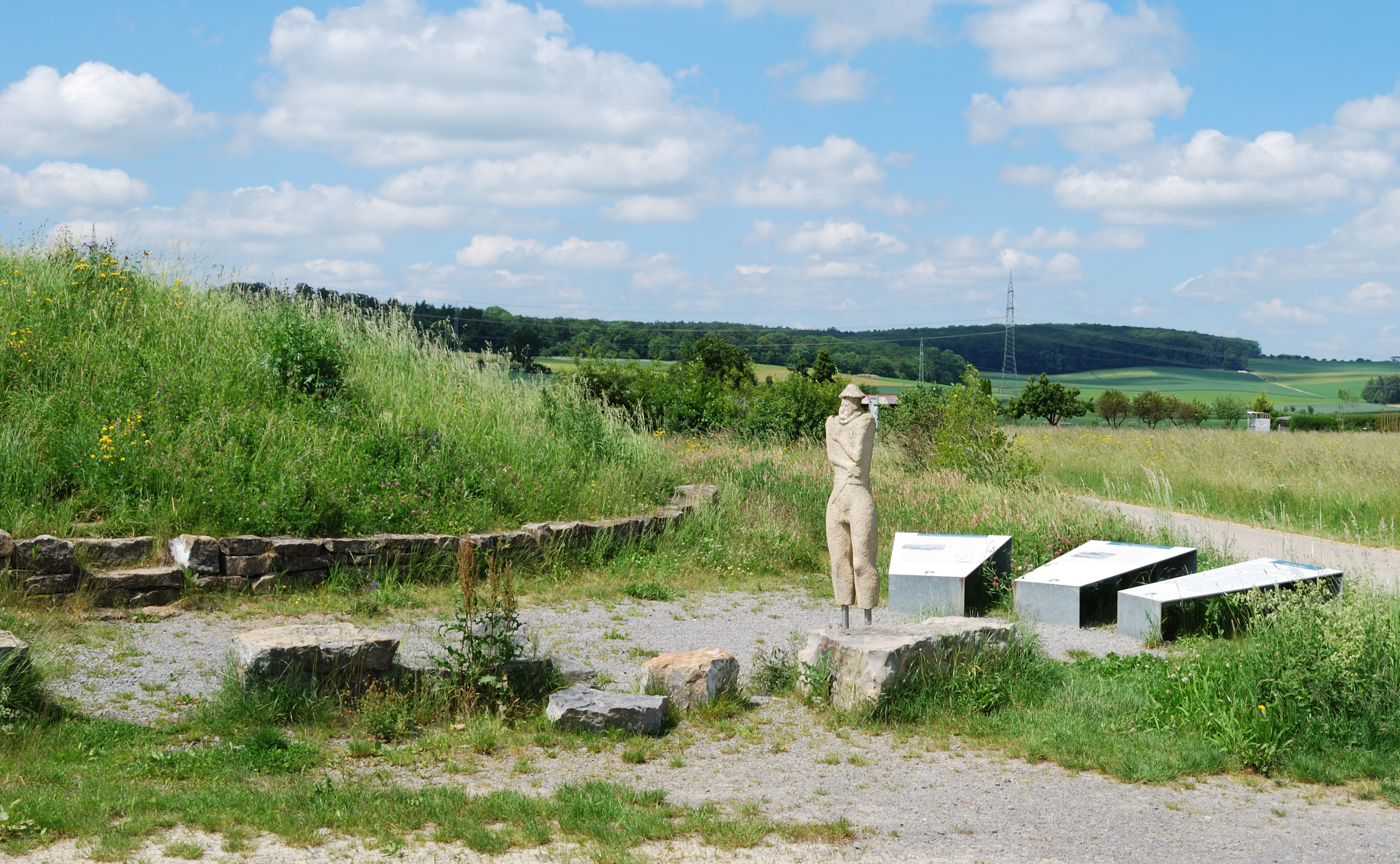
Fundort in Hirschlanden

Der Krieger von Hirschlanden ist eine Statue eines unbekleideten ithyphallischen Kriegers aus Stubensandstein. Es ist die älteste bisher gefundene eisenzeitliche lebensgroße anthropomorphe Statue nördlich der Alpen. Zeitlich kann der Krieger in die Hallstattzeit eingeordnet werden, vermutlich in das 6. Jahrhundert v. Chr. Zu sehen ist die Statue im Landesmuseum Württemberg in Stuttgart.

## Fund
Die Statue wurde am 5. November 1963 in Hirschlanden, heute ein Stadtteil von Ditzingen in Baden-Württemberg, bei einer Rettungsgrabung im Rahmen der Flurbereinigung im Gewann Holzheim etwa 2,2 km westsüdwestlich der Ortslage gefunden. Sie befand sich am nördlichen Rand eines kleineren von einem Steinkreis und einer Trockenmauer aus örtlichem Muschelkalk umgebenen Grabhügels mit etwa 32 Metern Durchmesser. Der Grabhügel war durch Beackerung an seiner westlichen Seite bereits stark gestört. Der größere Teil lag unter Wiesengelände und war besser erhalten. Innerhalb des Hügels fanden sich 16 Beisetzungen – Männer und Frauen – aus der Zeit vom Beginn der Hallstattzeit (Hallstatt D1, etwa um 600 v. Chr.) bis zur La-Tène-Zeit etwa um 450 v. Chr. Auch wenn die Statue seitlich des Grabhügels gefunden wurde, wird angenommen, dass sie ursprünglich auf dem Hügel stand. Verwitterungserscheinungen belegen, dass die Statue längere Zeit Witterungseinflüssen ausgesetzt war, bevor sie unter die Erde kam.

## Beschreibung und Bewertung
Das Material der Statue ist grobkörniger Stubensandstein, wie er im Keuperbergland westlich von Stuttgart etwa 6 km südlich der Fundstelle vorkommt. Von der ursprünglichen Statue blieb eine Höhe von 1,50 Metern erhalten. Die Beine ab etwa der Mitte der Unterschenkel und die Füße fehlen. Eine Originalgröße von 1,70 m wurde rekonstruiert. Der Krieger trägt einen nach oben konisch zulaufenden Hut oder Helm – eventuell, mit dem Fund des Toten aus Hochdorf vergleichbar, aus Birkenrinde gefertigt – einen Halsreif und einen Gürtel mit einem typisch hallstattzeitlichen Dolch. Alle diese Symbole deuten auf einen höheren Rang des Abgebildeten hin.
Im Gegensatz zu den lebensnah und muskulös gefertigten Beinen wurde der Oberkörper nur schematisch ausgeführt. Noch skizzenhafter zeigt sich das Gesicht. Dies führte zu Diskussionen, ob der Mann eine Maske tragen könnte, wie dies aus Bestattungen von Kleinklein (Steiermark) und Trebenište (Makedonien) bekannt ist, wie auch von den allerdings viel älteren Schachtgräbern von Mykene (etwa um 1.500 v. Chr.). Die Deutung als Maske wird durch eng sitzende Augenhöhlen, eine flache Nase und einen Mundschlitz wahrscheinlich. Alle Gesichtszüge wirken leicht nach unten verschoben.
Auch ein griechischer Einfluss (kouroi) wurde diskutiert, zumal Handelsbeziehungen zu den griechischen Kolonien am Mittelmeer etwa nach Massilia (Marseille) nachgewiesen sind. Allerdings scheinen die Ähnlichkeiten im Stil mit Statuen aus Capestrano, Oberitalien (650–550 v. Chr.) und Casale Marittimo (Mitte des 7. Jahrhunderts v. Chr.) größer zu sein.
Aus Baden-Württemberg stammen noch zahlreiche weitere Funde solcher anthropomorpher Statuen, so etwa aus Rottenburg, Tübingen, Stammheim und Stockach, die allerdings noch stärker stilisiert sind. In der nachfolgenden La-Tène-Zeit wurden solche anthropomorphen Statuen weitaus häufiger (siehe die Funde vom Glauberg und das Raibacher Bild (Hessen), Holzgerlingen (Baden-Württemberg) und Mšecké Žehrovice (Böhmen)).

## Galerie

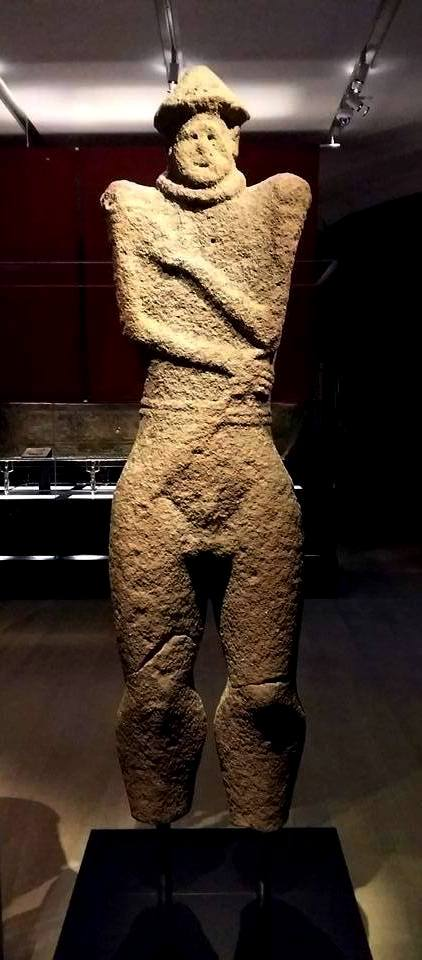
Original im Württembergischen Landesmuseum, Vorderseite
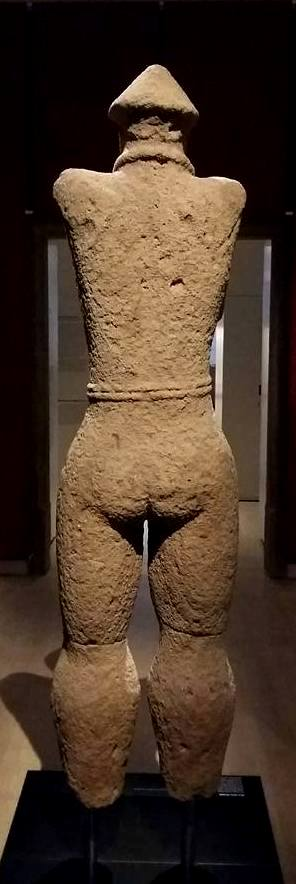
Original im Württembergischen Landesmuseum, Rückseite